# Campylocera clemelis
Campylocera clemelis är en tvåvingeart som beskrevs av Eugène Séguy 1935. Campylocera clemelis ingår i släktet Campylocera och familjen Pyrgotidae.
Artens utbredningsområde är Madagaskar. Inga underarter finns listade i Catalogue of Life.